# 礁坑子
礁坑子，原寫為礁坑仔，是臺灣臺南市新化區的一個傳統地域名稱，位於該區東部。相較於今日行政區，其範圍大致包括礁坑里不含西北部凸出部分的北端、知義里東北端、大坑里北部邊界地帶西半段。
本地區境內主要聚落為礁坑仔、茄苳坑、桂竹坪、蔡厝、三十六崙、九層嶺，口埤國小位於南部邊界地帶，虎頭埤風景區位於西南部邊界地帶。

## 歷史
台灣日治初期，礁坑子地區為一街庄，稱為「礁坑仔庄」（舊制街庄），隸屬於大目降里。該庄昔日北與𦰡拔林庄、石仔崎庄為鄰，東與山豹庄為鄰，南邊為大坑尾庄、知母義庄，西邊為大目降街。
1901年（日治明治三十四年）11月11日，全台廢縣廳改設二十廳，該庄隸屬於臺南廳。1904年（明治三十七年）3月31日，該庄編入「大目降區」，隸屬於臺南廳。1909年（明治四十二年）10月25日，全台合併二十廳為十二廳，大目降區仍隸屬於臺南廳。1920年（大正九年）10月1日，全台地方制度大改正，廢十二廳改設五州二廳，該庄改制並雅化為「礁坑子」大字，隸屬於臺南州新化郡新化街（新制街庄）。
戰後新化街改制為新化鎮，隸屬於臺南縣，大字亦改制為里。1950年（民國39年）10月25日，雲、嘉、南分治，新化鎮仍隸屬於臺南縣。2010年（民國99年）12月25日，臺南縣、市合併為直轄臺南市，新化鎮改制為新化區。

## 聚落
本地區發展較早的聚落為礁坑仔、大坵園（已消失）、茄苳坑、桂竹坪、蔡厝、三十六崙、九層嶺，在日治初期的官方地圖上已有記載。

## 交通
區道南168線是新化至睦光（實際終點為內崗仔林）的道路，經過本地區南部邊界地帶中西段。
區道南172線是新化至三十六崙的道路，其東側端點（終點）位於本地區北部偏東三十六崙聚落的區道南173線轉角路口，由此向西南蜿蜒而行會經過本地區蔡厝、茄苳坑等聚落。
區道南173線是那拔林至口埤的道路，其南側端點（終點）位於本地區南部邊界地帶中央略偏西的區道南168線路口，由此向東北蜿蜒而行會經過本地區礁坑仔、三十六崙等聚落。

## 學校
- 口埤國小

## 設施與景點
- 鹽水埤水庫
- 虎頭埤水庫
  - 虎頭埤風景區（除入口處外，其餘均位於本地區境內）
- 國立中興大學新化林場

## 運動休閒
- 台南高爾夫球場